# Štítary (dvorec)
Halštatský dvorec u Štítar je opevněné výšinné sídliště v katastrálním území Štítary nad Radbuzou u Hostouně v okrese Domažlice. Nachází se na ostrožně nad Mělnickým potokem severozápadně od osady Hostětice. Z dvorce se dochovaly pouze archeologické stopy, které jsou od roku 2000 chráněny jako kulturní památka ČR.

## Historie
Místo bylo osídleno již v době eneolitu, pozdní době bronzové a v raném středověku, ale nejintenzivnější osídlení zde bylo ve starší době železné, kdy zde stál opevněný halštatský dvorec z šestého století před naším letopočtem.
Lokalitu prozkoumal během záchranného archeologického výzkumu Miroslav Chytráček v letech 1988–1992. Byly nalezeny pozůstatky kůlových staveb, opevnění, odpadní jámy a řada dalších artefaktů. Kromě množství keramiky z různých období (pozdní doba kamenná, pozdní doba bronzová, pozdní doba halštatská) to byly například zvířecí kosti, zuhelnatělé dřevo s kusy mazanice, zlomek broušené sekery z pozdní doby kamenné jehlancová závaží nebo přesleny.

## Stavební podoba
Centrální část dvorce ohrazená palisádou stála v západní části ostrožny. Opevněná plocha měla obdélný půdorys o rozměrech 40  ×  47 metrů. Vnější opevnění tvořily dva pásy palisády o obdélném půdorysu se silně zaoblenými rohy a rozměry 70  ×  75 a 85  ×  95 metrů. Poblíž jihovýchodní části areálu byla prozkoumána keramická pec a několik odpadových jam se zlomky velkých nádob. Východně od opevněného dvorce se nacházelo další osídlení s doklady řemeslné výroby, které bylo na východní straně chráněno další palisádou, která přehrazovalo šíji ostrožny ve směru sever–jih.